# Michail Grigorjewitsch Krawez
Michail Grigorjewitsch Krawez (russisch Михаил Григорьевич Кравец; * 12. November 1963 in Leningrad, Russische SFSR) ist ein ehemaliger russischer Eishockeyspieler und heutiger -trainer. Während seiner Karriere spielte er für SKA Leningrad in der russischen Superliga und die San Jose Sharks in der National Hockey League.

## Karriere

### Als Spieler
Krawez spielte zunächst sechs Jahre von 1985 bis 1991 in seiner Heimatstadt bei SKA Leningrad. Während dieser Zeit spielte er auch sechsmal für die sowjetische Nationalmannschaft.
Nachdem ihn die San Jose Sharks im NHL Entry Draft 1991 in der zwölften Runde an 243. Position ausgewählt hatten, wagte der Spielmacher zur Saison 1991/92 den Wechsel nach Nordamerika. Die Sharks setzten ihn in drei Spielzeiten, die er dort blieb, fast ausschließlich bei deren IHL-Farmteam, den Kansas City Blades, ein. Mit dem Team konnte er in der ersten Saison gleich den Turner Cup gewinnen. Für San Jose bestritt er in dieser Zeit lediglich zwei NHL-Spiele. Nach der Saison 1993/94 verließ er die Organisation der Sharks und es begann eine Odyssee durch die nordamerikanischen Minor Leagues. So spielte er zunächst in der IHL und AHL, ehe er 1996 in die East Coast Hockey League wechselte. Dort spielte er bis 2000 für fünf verschiedene Klubs. Zur Saison 2000/01 zog es ihn zurück nach Europa zu seinem Heimatverein in Sankt Petersburg, wo er seine Karriere nach acht Spielen in der Spielzeit beendete.

### Als Trainer
Seine Trainerkarriere begann er beim SKA Sankt Petersburg, dessen zweite Mannschaft und Juniorenmannschaft (SKA 1946) er 2009 betreute. In der Saison 2009/10 war er Assistenztrainer bei der ersten Mannschaft des SKA, ehe er zwischen 2010 und 2011 die Juniorenmannschaft Serebrjanych Lwow (Silver Lions) als Cheftrainer betreute. Anschließend war er in der Saison 2011/12 Cheftrainer beim SKA 1946.
Zwischen Mai 2012 und 2014 war er Krawez Assistenztrainer beim SKA Sankt Petersburg, anschließend gehörte er bis 2017 dem Trainerteam des HK Sotschi an.
In der Saison 2017/18 betreute er den KRS Heilongjiang aus der Wysschaja Hockey-Liga als Cheftrainer. Ab Oktober 2018 war er in gleicher Position beim SKA-Newa Sankt Petersburg beschäftigt. Ab Mai 2019 war er Cheftrainer beim HK Witjas aus der KHL und hatte dieses Amt bis zum Ende der Saison 2020/21 inne.

## Erfolge und Auszeichnungen
- 1992 Turner-Cup-Gewinn mit den Kansas City Blades
- 1999 Kelly-Cup-Gewinn mit den Mississippi Sea Wolves